# 革命共产国际
革命共产国际（英語：Revolutionary Communist International，缩写为RCI）是一个托洛茨基主义国际组织。1992年，被工人国际委员会开除的泰德·格兰特及其追随者创建马克思主义国际委员会。2006年，该组织改名为国际马克思主义趋势（又译国际马克思主义倾向）。2024年，再次更名为“革命共产国际”。
国际马克思主义趋势在内部实行民主集中制，每两年举行一次代表大会，目前在五大洲40多个国家开展活动。该组织在历史上曾广泛应用“打入主义”战略，但目前主要以独立组织形式活动。该组织现在的主要领导人是艾伦·伍兹。该组织最重要的支部是英国的革命共产党。

## 历史

### 战斗倾向时期
战斗倾向（又称战斗派）是英国工党内部的一个打入主义团体，其基础是成立于1964年的《战斗报》。1974年，战斗派及其在瑞典、爱尔兰和其他国家的盟友成立工人国际委员会。该组织在1970年代和1980年代初吸收更多的成员，实力达到顶峰，成功主导利物浦的工党，掌握工党的青年翼工党青年社会主义者，在工党和工会中有越来越大的影响力，有超过五十名地方议员，三名国会议员，一名工党全国执行委员会成员，以及一名英国工会联盟总理事会成员，一举成为欧洲最大的托洛茨基主义团体。战斗趋势运用泰德·格兰特的思想，在工党内部捍卫社会主义纲领，成为英国工人运动的一股强流。然而战斗派巨大的成就，引起统治阶级及其在工运中的右翼分子的激烈反对，1983年，在玛格丽特·撒切尔领导的保守党政府、主流媒体等多方压力下，工党发起一场驱逐战斗派领导人和其支持者的运动。
1983年，泰德·格兰特和《战斗报》编辑委员会的其他成员因“违反工党章程”被驱逐出工党，尽管遭到国内工人强烈反对。到1980年代末，尽管遭到驱逐，战斗趋势仍然保持着对工党的影响力，并维持着议会、地方和工会的大多数的立场。他领导反人头税运动（一种新的税收）的斗争，最终导致撒切尔于1990年辞去首相职务。

### 新的国际

国际马克思主义趋势标志

泰德·格兰特是战斗趋势的长期领导人，直到1992年初该组织在一些问题上发生分裂，主要是是否继续在工党内工作。反对打入主义的多数派组成“战斗劳工”，随后演变为英格兰和威尔士社会党。格兰特认为，离开工党就相当于放弃这几十年来的耐心工作，并坚持认为马克思主义者应该留在党内。然而辩论结束后，他和他的支持者被驱逐出战斗趋势，并与艾伦·伍兹一起在英国创建社会主义呼吁。
战斗趋势内部导致泰德·格兰特和艾伦·伍兹被驱逐的派系斗争也在工人国际委员会内部上演，格兰特派的支持者离开，并在好几个国家里共同成立马克思主义国际委员会，特别是在西班牙。
在2006年的世界大会上，该组织更名为国际马克思主义趋势。
2023年，国际马克思主义趋势发起“你是共产共主义者吗”运动，在全球范围内快速扩张组织。随后，该组织的多个支部都在党名加上“共产主义”一词，或者更名为“革命共产党”。2024年6月10日，该组织重组为“革命共产国际”。

## 理论与策略

列夫·托洛茨基墓碑上的“锤子和镰刀”图案，国际马克思主义趋势经常使用该图案。

国际马克思主义趋势坚持正统托洛茨基主义，强调对工人和青年干部的教育。同时采取“打入主义”策略。该组织创始人格兰特主张的“打入主义”（他声称和与经典的打入主义是不同的概念）是：革命者应当在群众组织的内部、外部和周围工作，因为工人正从他们传统的群众组织转移，“工人运动以外别无所有”。并将其他第四国际成员视为堕落到受小布尔乔亚观念（游击主义、左翼民族主义、学生主义、第三世界主义、女性主义）影响的宗派。这一立场使得1965年后世界范围内的格兰特派团体脱离第四国际。2021年该组织的英国支部社会主义呼吁被工党开除
，此后该组织放弃“打入主义”。
国际马克思主义趋势的宣言提出诸如“结束私有化和摒弃市场经济”、“对私有企业进行无补偿的国有化”和“重新引入国家对外贸易垄断”等要求。

艾伦·伍兹是英国刊物《社会主义呼吁》和国际马克思主义趋势网站“保卫马克思主义”的编辑。“保卫马克思主义”网站使用多种语言，发表从马克思主义角度撰写的国际时事文章，以及许多历史和理论的文章。

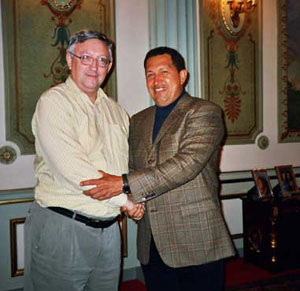
2006年，委内瑞拉总统乌戈·查韦斯会见国际马克思主义趋势主要领导人、理论家艾伦·伍兹。

## 支部
- 阿根廷 革命
- 奥地利 革命共产党
- 比利时
  -  弗拉芒 火花
  -  瓦隆 革命
- 北馬其頓  塞爾維亞  斯洛維尼亞 革命共产主义者联盟
- 巴西 国际主义共产主义组织
- 加拿大 共产主义革命
  -  魁北克 共产主义革命
- 捷克  斯洛伐克 共产主义先锋
- 哥伦比亚 马克思主义哥伦比亚
- 丹麦 革命共产党
- 薩爾瓦多 共产主义革命
- 芬兰 革命
- 法國 革命共产党
- 德国 革命共产党
- 希腊 革命共产主义组织
- 愛爾蘭（含北爱尔兰） 爱尔兰革命共产主义者
- 義大利 革命共产党
- 马来西亚 革命浪潮
- 墨西哥 革命共产党
- 荷蘭 革命共产主义者
- 新西兰 社会主义呼吁
- 奈及利亞 马克思主义替代
- 挪威 革命
- 巴基斯坦 革命共产党
- 波蘭 红色阵线
- 葡萄牙 革命共产主义集体
- 波多黎各 替代路线
- 南非 革命
- 西班牙 革命共产主义组织
  -  加泰罗尼亚 革命共产主义组织
- 瑞典 革命共产党
- 瑞士 革命共产党
- 臺灣 火花
- 乌克兰 公社
- 英国（不含北爱尔兰） 革命共产党
- 美国 美国革命共产主义者
- 委內瑞拉 阶级斗争[22]

## 前支部
- 革命澳大利亚
- 马克思主义学习圈子
- 玻利维亚 阶级斗争
- 智利 ICR—十月
- 青年人民集团
- 马克思主义左翼
- 匈牙利 火炬
- 印度 革命共产主义印度
- 印度尼西亞 革命社会主义大会
- 伊朗 阶级斗争
- 摩洛哥 共产主义联盟
- 拉脫維亞 国际马克思主义趋势—拉脱维亚支部
- 巴基斯坦 阶级斗争
- 秘魯 ICR秘鲁
- 俄羅斯 共产主义国际主义者组织
- 苏格兰 革命
- 新加坡 新加坡马克思主义联盟
- 西班牙 战斗者
- 斯里蘭卡 前进社会主义者
- 叙利亚 马克思主义替代—叙利亚
- 泰國 革命共产主义泰国
- 东帝汶 革命马克思主义者
- 土耳其 社会主义革命
- 委內瑞拉 革命马克思主义潮流